# Puka (Saaremaa)
Puka is een plaats in de Estlandse gemeente Saaremaa, provincie Saaremaa. De plaats heeft de status van dorp (Estisch: küla) en heeft 21 inwoners (2021).
De plaats viel tot in oktober 2017 onder de gemeente Pöide. In die maand werd Pöide bij de fusiegemeente Saaremaa gevoegd.

## Geschiedenis
Puka werd voor het eerst genoemd in 1798 onder de naam Pukke als boerderij op het landgoed van Koigi.
Tussen 1977 en 1997 maakten Puka en Levala deel uit van het buurdorp Pöide.